# Wahlkreis Weißensee 1
Der Wahlkreis Weißensee 1 war ein Abgeordnetenhauswahlkreis in Berlin. Er wurde erstmals für die ersten Gesamtberliner Wahlen zum Abgeordnetenhaus am 2. Dezember 1990 gebildet und umfasste vom damaligen, ehemals Ostberliner Stadtbezirk Weißensee zunächst die später wieder in Berliner Allee umbenannte damalige Klement-Gottwald-Allee und die Pistoriusstraße. Im Gegensatz zu vielen anderen Wahlkreisen blieb das Wahlkreisgebiet auch bei der Wahl 1995 gleich. Zur  Wahl 1999 umfasste das Wahlkreisgebiet die Rennbahnstraße, die Berliner Allee und die davon abgehende Falkenberger Straße. Nach der Berliner Gebietsreform, die mit Jahresbeginn 2001 inkrafttrat, wurde der Wahlkreisverband Weißensee und damit auch der Wahlkreis Weißensee 1 aufgelöst. Er wurde mit unverändertem Zuschnitt in den Wahlkreis Pankow 5 umbenannt.

## Abgeordnetenhauswahl 1999
Bei der Wahl zum Abgeordnetenhaus von Berlin 1999 gab es folgende Ergebnisse:
| Name                              | Partei           | Anteil der Erststimmen | Anteil der Zweitstimmen |
| --------------------------------- | ---------------- | ---------------------- | ----------------------- |
|                                   | CDU              | 32,4 %                 | 30,2 %                  |
|                                   | SPD              | 21,8 %                 | 19,7 %                  |
| Gernot Klemm                      | PDS              | 36,2 %                 | 33,8 %                  |
|                                   | Grüne            | 06,1 %                 | 06,1 %                  |
|                                   | FDP              | 01,3 %                 | 01,1 %                  |
|                                   | REP              | –                      | 03,7 %                  |
|                                   | Tierschutzpartei | –                      | 01,5 %                  |
|                                   | Sonstige         | –                      | 04,0 %                  |
|                                   | Einzelbewerber   | 02,3 %                 | –                       |
| Wahlberechtigte: 29.649 Einwohner |                  |                        |                         |
| Wahlbeteiligung: 61,7 %           |                  |                        |                         |

## Abgeordnetenhauswahl 1995
Bei der Wahl zum Abgeordnetenhaus von Berlin 1995 gab es folgende Ergebnisse:
| Name                              | Partei   | Anteil der Erststimmen | Anteil der Zweitstimmen |
| --------------------------------- | -------- | ---------------------- | ----------------------- |
| Volker Abend                      | CDU      | 25,3 %                 | 26,4 %                  |
| Tino Schwierzina                  | SPD      | 27,6 %                 | 23,5 %                  |
| Gernot Klemm                      | PDS      | 28,6 %                 | 27,6 %                  |
| Uwe Kramarczyk                    | Grüne    | 12,9 %                 | 11,2 %                  |
| Roger Gapp                        | FDP      | 01,3 %                 | 01,2 %                  |
| Werner Krause                     | REP      | 04,4 %                 | 03,9 %                  |
|                                   | Sonstige | –                      | 06,4 %                  |
| Wahlberechtigte: 20.598 Einwohner |          |                        |                         |
| Wahlbeteiligung: 62,9 %           |          |                        |                         |

## Abgeordnetenhauswahl 1990
Bei der Wahl zum Abgeordnetenhaus von Berlin 1990 gab es folgende Ergebnisse:
| Name                              | Partei   | Anteil der Erststimmen | Anteil der Zweitstimmen |
| --------------------------------- | -------- | ---------------------- | ----------------------- |
|                                   | CDU      | 28,1 %                 | 28,1 %                  |
| Tino Schwierzina                  | SPD      | 37,0 %                 | 36,4 %                  |
|                                   | PDS      | 15,9 %                 | 15,8 %                  |
|                                   | Grüne/AL | –                      | 01,5 %                  |
|                                   | Grüne    | 11,2 %                 | 10,0 %                  |
|                                   | FDP      | 05,5 %                 | 05,8 %                  |
| –                                 | DSU      | 00,2 %                 | 00,2 %                  |
| –                                 | DDD      | –                      | 00,1 %                  |
|                                   | REP      | 02,0 %                 | 02,0 %                  |
|                                   | ödp      | –                      | 00,2 %                  |
| Wahlberechtigte: 21.561 Einwohner |          |                        |                         |
| Wahlbeteiligung: 73,3 %           |          |                        |                         |